# Скшеч, Гжегож
Гже́гож Скшеч (пол. Grzegorz Skrzecz; 25 августа 1957, Варшава, Польша — 15 февраля 2023) — польский боксёр-любитель, призёр чемпионата мира 1982 года, пятикратный чемпион Польши (1979, 1980, 1981, 1982, 1984 года).
Брат-близнец — Павел Скшеч также является призёром Олимпийских игр, чемпионатов мира и Европы.